# Neospintharus nipponicus
Neospintharus nipponicus är en spindelart som först beskrevs av Kumada 1990.  Neospintharus nipponicus ingår i släktet Neospintharus och familjen klotspindlar. Inga underarter finns listade i Catalogue of Life.